# Craig Burden
Pour les articles homonymes, voir Burden.

a Compétitions nationales et continentales officielles uniquement.

Dernière mise à jour le 30 mars 2024.
Craig Bruce Burden, né le 13 mai 1985 à Durban, est un joueur sud-africain de rugby à XV qui évolue au poste de talonneur.

## Biographie
Après avoir joué avec les Natal Sharks en Currie Cup et les Sharks en Super 15 de 2006 à 2013, Craig Burden rejoint la France où il s'engage avec le RC Toulon comme joker médical en remplacement de Sébastien Bruno.
Appelé en remplacement du talonneur Bismarck du Plessis blessé lors du premier du match du Rugby Championship 2012 contre l'Argentine, Craig Burden ne dispute pour autant aucun match avec l'équipe d'Afrique du Sud.
Lors de l'été 2015, il rejoint le MHR en tant que joker Coupe du Monde pour la durée de la compétition et en novembre 2015, il quitte donc le club montpelliérain. Il signe quelque temps après au Stade français.

## Palmarès
- Vainqueur de la Currie Cup en 2008, 2010 et 2013
- Finaliste de la Currie Cup en 2011 et 2012
- Finaliste du Super 14/15 en 2007 et 2012
- Vainqueur de la H-Cup en 2014
- Vainqueur du Top 14 en 2014